# August Luckhardt
August Johann Friedrich Luckhardt (* 15. Juli 1806 in Ziegenhain (Schwalmstadt); † 14. November 1884 ebenda) war ein deutscher Jurist und Mitglied der kurhessischen Ständeversammlung.

## Leben
August Luckhardt wurde als Sohn des Ziegenhainer Bürgermeisters Justus Luckhardt und dessen Ehefrau Maria Nicolai geboren und war in seinem Heimatort als Rechtsanwalt tätig, als er 1839 ein Mandat für die kurhessische Ständeversammlung erhielt. 
Luckhardt war für den Bezirk Homberg bis 1841 in dem Parlament, das nach den Unruhen im Jahre 1830 zum Zweck der Beratung und Verabschiedung einer Verfassung gebildet wurde und bis 1866 Bestand hatte, als das Land Hessen durch Preußen annektiert wurde.